# Santa Petronilla in Vaticano
Santa Petronilla in Vaticano var en kyrkobyggnad i Rom, helgad åt den heliga jungfrumartyren Petronilla. Den var belägen på den plats där Peterskyrkans vänstra tvärskepp nu är uppfört i Rione Borgo.

## Kyrkans historia
Påve Stefan II (752–757) lät hämta den heliga Petronillas reliker från Domitillas katakomber till kejsar Honorius mausoleum, vilket konsekrerades till kyrka år 757 av påve Paulus I (757–767).
Sedermera ställdes kyrkan under den franske kungens särskilda beskydd och blev känd som Cappella regis Francorum.
År 1506 inleddes uppförandet av den nya Peterskyrkan och då revs kyrkan Santa Petronilla.